# The Temper Trap
The Temper Trap sono un gruppo musicale australiano formatosi nel 2005, arrivato al successo nel 2009 con il singolo Sweet Disposition, estratto dal loro album d'esordio Conditions.

## Storia
Il gruppo nasce nel 2005. Dougy, il cantante, e Toby, il batterista, lavoravano in un negozio d'abbigliamento e, trovandosi spesso a parlare di musica, un giorno decisero di cominciare a fare qualche jam insieme. Poco tempo dopo si aggiunse un chitarrista e poi Jony, l'attuale bassista. In seguito si unì a loro Lorenzo Sillitto, il quale lavorava in un negozio di musica.
I The Temper Trap iniziarono a farsi conoscere tra il 2008 e i primi mesi del 2009, esibendosi in festival musicali e manifestazioni in giro per il mondo. Nel marzo del 2009 finirono di registrare il loro album di debutto, Conditions, prodotto da Jim Abbiss, già produttore di artisti come Arctic Monkeys e Kasabian. L'album è una contaminazione di vari generi, che spaziano dall'indie e l'alternative rock e dal pop alla musica elettronica. La musica dei Temper Trap prende influenza principalmente da artisti come U2, Radiohead, Massive Attack e Prince.
L'album è stato pubblicato in Australia il 19 giugno 2009, debuttando alla posizione numero 9 della classifica australiana. Successivamente venne pubblicato nel Regno Unito a partire dal 10 agosto dello stesso anno. In seguito il gruppo  si stabilì a Londra, dove intraprese il suo primo tour attraverso il Regno Unito. Si esibirono anche in Germania, con una serie di concerti "tutto esaurito".
I loro singoli sono stati spesso utilizzati per la pubblicità e il cinema. Il singolo Science of Fear è stato incluso nella colonna sonora del videogioco FIFA 10, mentre il singolo Sweet Disposition è presente nel teaser trailer, nella colonna sonora del film (500) giorni insieme, nella sigla della serie tv Fringe oltre che nel famosissimo videogame per console PES 2011. Sweet Disposition ha ottenuto anche un buon successo in Italia, ottenendo un ottimo riscontro radiofonico.
Il 18 maggio 2012 è uscito il secondo album, intitolato The Temper Trap. Il disco è stato anticipato dai singoli Need Your Love pubblicato il giorno 23 marzo e Trembling Hands pubblicato il 9 maggio.
Nell'ottobre 2013 Lorenzo Sillitto lascia ufficialmente il gruppo.
Nel giugno 2016 esce il terzo album in studio Thick as Thieves, prodotto da Damian Taylor. Il disco, che comprende undici tracce, è il primo ad essere stato realizzato senza l'ausilio di Lorenzo Sillitto.

## Formazione

### Formazione attuale
- Dougy Mandagi – voce, chitarra ritmica (2005-presente)
- Jonathon Aherne – basso, cori (2005-presente)
- Joseph Greer – chitarra solista, tastiera, cori (2008-presente)
- Toby Dundas – batteria, percussioni, cori (2005-presente)

### Ex componenti
- Lorenzo Sillitto – chitarra solista, tastiera (2005-2013)

## Discografia

### Album in studio
- 2009 – Conditions
- 2012 – The Temper Trap
- 2016 – Thick as Thieves

### EP
- 2006 – The Temper Trap EP
- 2009 – iTunes Live:London Festival '09

### Singoli
- 2009 – Science Of Fear
- 2009 – Sweet Disposition
- 2010 – Fader
- 2010 – Love Lost
- 2012 – Need Your Love
- 2012 – Trembling Hands
- 2016 – Thick as Thieves
- 2016 – Fall Together
- 2025 - Lucky Dimes